# Чеський коридор

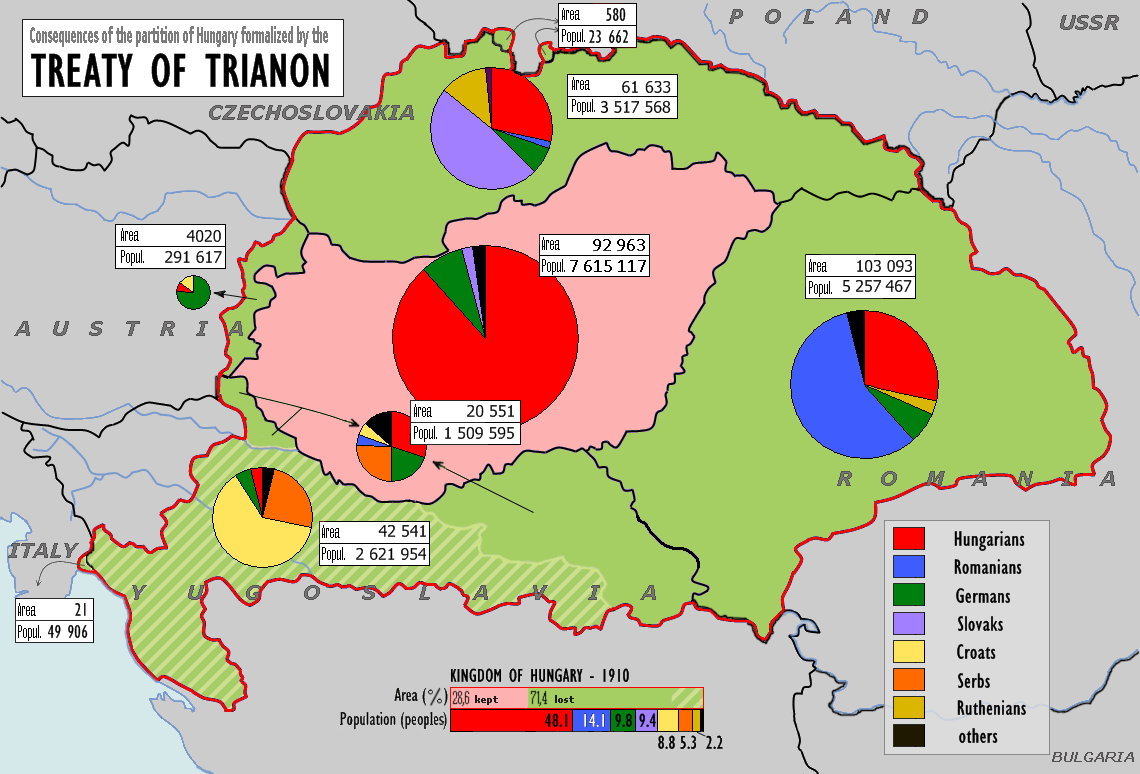
Угорське королівство по Тріанонському договору 1920, добре видно Бургенланд, навпроти нього розташовані три землі Західного Задунав'я, з яких мали сформувати «Чеський коридор»

Чеський коридор

Че́ський коридо́р (Чесько-югославський територіальний коридор, Бургенландський коридор) — один із найсуперечливіших проєктів територіального розмежування в Центральній Європі, винесених на обговорення в ході Паризької мирної конференції 1919 року, під час якої обговорювалися підсумки Першої світової війни та етнотериторіальні проблеми нових незалежних держав. Зокрема, на порядок денний були винесені територіальні питання, пов'язані з розпадом Австро-Угорської імперії. Провідна мета коридору — остаточно розділити Австрію й Угорщину і створити коридор, що сполучав би західних та південних слов'ян. Проєкт не знайшов підтримки у більшості країн-учасників конференції та був відхилений.

## Проєкт
Після розпаду Австро-Угорської імперії нові слов'янські держави, що здобули незалежність — Чехословацька республіка і Королівство Сербів, Хорватів і Словенців — були зацікавлені в отриманні максимального територіального збільшення. Їм на руку зіграв факт поразки альянсу Австро-Угорської та Німецької імперій в Першій світовій війні, після чого держави-переможниці дістали можливість диктувати свої умови й вимагати значних контрибуцій. Слов'янські народи регіону охопила ейфорія панславізму і бажання стати якомога ближче один до одного, в тому числі й географічно. Автором проєкту чесько-югославського коридору виступив чеський соціолог і філософ Томаш Гарріг Масарик, виклавши його у своєму діловому листі французькому уряду ще в 1916 р. Під час конференції розглядався варіант включення князівства до складу Королівства Югославії, але уряд останнього погодився на Чехословацьку адміністрацію з фінансових міркувань.

## Географія
Коридор передбачалося прокласти крізь такі угорські землі: Мошон, Шопрон, Ваш, Зала, (нині входять у так званий Західнозадунайський край (Задунав'я), а також по території Бургенланду (Східна Австрія).
Оптимальна довжина коридору мала становити 200 км, ширина - близько 80 км. Висувалися і розширені проекти коридору, метою яких було розділення Австрії та Угорщини смугою слов'янських земель для запобігання реставрації імперії. Оскільки обидві країни вже стали незалежними одна від одної, інші країни-учасниці не бачили необхідності для підтримання їхнього спільного кордону.

## Обґрунтування
Для створення коридору слов'янські діячі бачили ряд історичних мотивацій. Так, на вказаних територіях у IX столітті існувало Блатенське князівство слов'ян, а території східної Австрії перебували під владою Великої Моравії. В період свого розквіту князівство було сполучною ланкою між західними (Велика Моравія на півночі) та південними (Хорватія на Балканах) слов'янськими народами, зруйнованою угорським нашестям. Князівство виникло в районі сучасного озера Балатон близько 839 року. 901 року ця територія була захоплена угорцями. У X—XII століттях більша частина місцевого західнослов'янського населення зазнала ранньої мадяризації, а в західній його частині (Бургенланд) — германізації, хоча невелика його частина (населення пізніше ідентифікувало себе як хорвати) зберігалася дисперсним розселенням в сільській місцевості регіону аж до кінця XIX століття.

## Причини відхилення проєкту
Головною причиною відхилення проєкту став, у першу чергу, етнічний склад територій, що підлягали включенню до Чеського коридору. Хоча в X столітті більшу частину населення цих теренів дійсно складали слов'яни, інтенсивний процес германізації й мадяризації призвів до значного скорочення слов'янського населення до початку XX століття. Так, з 1 млн 171 тис. осіб, що населяли край 1910 року, 662 тис. (56,5 %) назвали рідною угорську мову; 220 тис. (18,8 %) — слов'янські говірки, близькі до сербської та хорватської мов; а близько 289 тис. (24,7 %) — німецьку (серед них були як євреї, так і етнічні німці). Очевидно що в умовах угорської більшості важко було домогтися формування коридору шляхом референдуму, що ґрунтувався на праві етнічного самовизначення народів, оскільки угорці та німці не погодилися б на слов'янське управління територією, побоюючись непрямого посилення їхнього впливу в регіоні. Тому члени конференції не наважилися створювати в регіоні нове вогнище напруги.